# Kibaropsis
Kibaropsis es un género monotípico de plantas perteneciente a la familia Aizoaceae. Su única especie Kibaropsis caledonica, es originaria de Nueva Caledonia.

## Taxonomía
Kibaropsis caledonica fue descrita por (Guillaumin) J.Jeremie  y publicado en Adansonia 17(1): 80. 1977.
Sinonimia
- Hedycarya caledonica Guillaumin[2]